# 3. szimfónia (Magnard)
Albéric Magnard 3. (b-moll) szimfóniáját (franciául: Symphonie nº 3, op. 11.) 1895 és 1896 között komponálta. A szimfónia a Pásztordal (Bucolique) alcímet viseli. A művet 1899. május 14-én mutatták be Párizsban, a zeneszerző vezényletével.

## Keletkezése
A művet Magnard 1895 végén Auvergne-i utazása hatására írta. A művet Madame Estelle Fortier-Maire-nak ajánlotta. Bár a darab 1896-ra elkészült bemutatójára csak 1899-ben került sor.

## Szerkezete
1. tétel Introduction - Bevezetés (Modéré - Mérsékelten) et Ouverture - Nyitány (Vif. Modéré sans lenteur. - Élénken. Mérsékelten lassúság nélkül.)
2. tétel Danses - Táncok (Très vif - Nagyon élénken)
3. tétel Pastorale - Pasztorál (Modéré - Mérsékelten)
4. tétel Finale (Vif - Élénken)

A harmadik tétel egy oboa, a negyedik tétel pedig egy harsona szólót tartalmaz. Érdekesség, hogy a szimfonikus zenekarban ezúttal egy kromatikus hangolású üstdob található, melynek a fináléban fontos szerep jut. Loras John Schissel figyelmeztet is a gyors nem hagyományos hangváltásokra. Tréfásan megjegyzi, hogy a problémára megoldást jelenthet 11 különböző hangolású üstdob.

## Hangszerelés
A zenekari felállás a következőképpen alakul: 2 fuvola, 2 oboa, angolkürt (néha pluszban, néha a második oboa helyett), 2 klarinét, 2 fagott, 4 kürt, 2 trombita, 3 harsona, kromatikus üstdob, vonósok.

## Fordítás
- Ez a szócikk részben vagy egészben a Symphonie nº 3 de Magnard című francia Wikipédia-szócikk ezen változatának fordításán alapul.  Az eredeti cikk szerkesztőit annak laptörténete sorolja fel. Ez a jelzés csupán a megfogalmazás eredetét és a szerzői jogokat jelzi, nem szolgál a cikkben szereplő információk forrásmegjelöléseként.